# Valeriu Mihaiu
Valeriu Mihaiu (n. 1897, Nerău, Comitatul Timiș, Regatul Ungariei – d. secolul al XX-lea) a fost un deputat în Marea Adunare Națională de la Alba Iulia, organismul legislativ reprezentativ al „tuturor românilor din Transilvania, Banat și Țara Ungurească”, cel care a adoptat hotărârea privind Unirea Transilvaniei cu România, la 1 decembrie 1918.:p. 77

## Biografie
În anul 1919, Valeriu Mihaiu a intrat în armata română și a luptat la Tisa împotriva ungurilor. La data de 1 aprilie 1919, Valeriu Mihaiu a fost avansat la gradul de sublocotenent și la 1 noiembrie 1939 la gradul de locotenent. În anul 1924 își ia diploma în drept la Universitatea din Cluj și profesează ca avocat din 1924 până în 1935 la Cluj, Timiș și Sânnicolaul-Mare.:p. 177

## Activitate politică

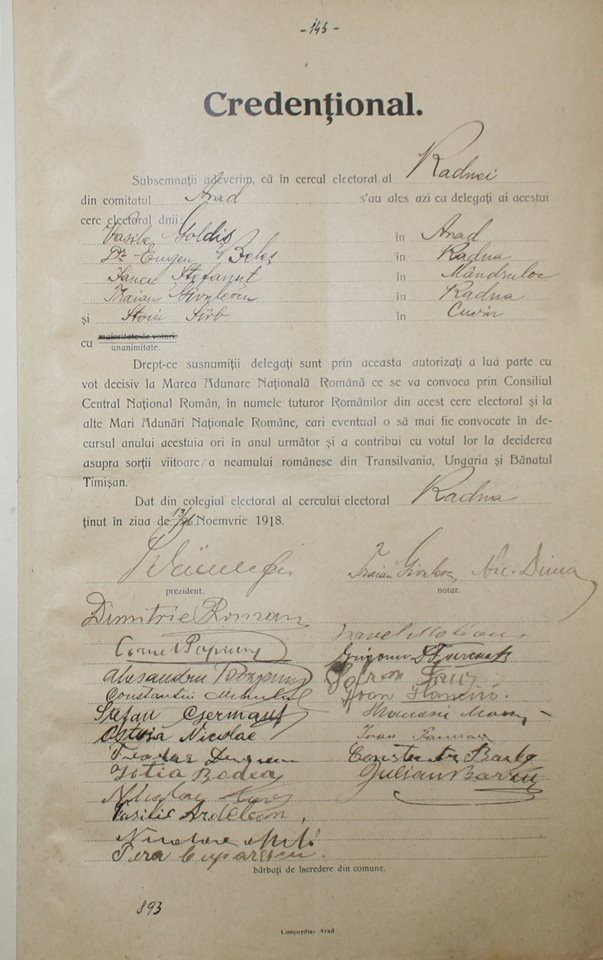
Credențional

În Adunarea Națională din 1 decembrie 1918 a reprezentat ca delegat de drept, Garda națională română din Sânmiclăușul-Mare.
După Marea Unire, în anul 1932 a fost ales primar al comunei Sânnicolau-Mare și a deținut această funcție până în 1940.:p. 177